# Фоккер, Ян Пит
Йохан Питер (Ян Пит) Фоккер (нидерл. Johan Pieter (Jan Piet) Fokker, 19 января 1942, Бандунг, Нидерландская Ост-Индия — 29 мая 2010, Билтховен, Нидерланды) — нидерландский хоккеист (хоккей на траве), полузащитник.

## Биография
Ян Пит Фоккер родился 19 января 1942 года в городе Бандунг в Нидерландской Ост-Индии (сейчас Индонезия).
С 1958 года играл в хоккей на траве за «Ларен», в 1962 году дебютировал в сборной Нидерландов. Также выступал за «Блумендал». Дважды выигрывал чемпионат Нидерландов.
В 1964 году вошёл в состав сборной Нидерландов по хоккею на траве на Олимпийских играх в Токио, поделившей 7-8-е места. Играл на позиции полузащитника, провёл 7 матчей, мячей не забивал.
В 1968 году вошёл в состав сборной Нидерландов по хоккею на траве на Олимпийских играх в Мехико, занявшей 5-е место. Играл на позиции полузащитника, провёл 8 матчей, забил 2 мяча (по одному в ворота сборных Аргентины и Новой Зеландии).
В течение карьеры провёл за сборную Нидерландов 86 матчей, забил 2 мяча.
В 1971 году получил экономическую специальность, работал в компании Makro, которая объединяла мелкооптовые магазины-склады с самообслуживанием. Впоследствии стал членом её исполнительного совета. Ушёл на пенсию в 1998 году.
Умер 29 мая 2010 года в нидерландской деревне Билтховен.